# Péhunco
Péhunco – miasto w północnym Beninie, w departamencie Atakora. Położone jest około 440 km na północ od stolicy kraju, Porto-Novo. W spisie ludności z 11 maja 2013 roku liczyło 37 217 mieszkańców.